# Hofdame (Schmetterling)

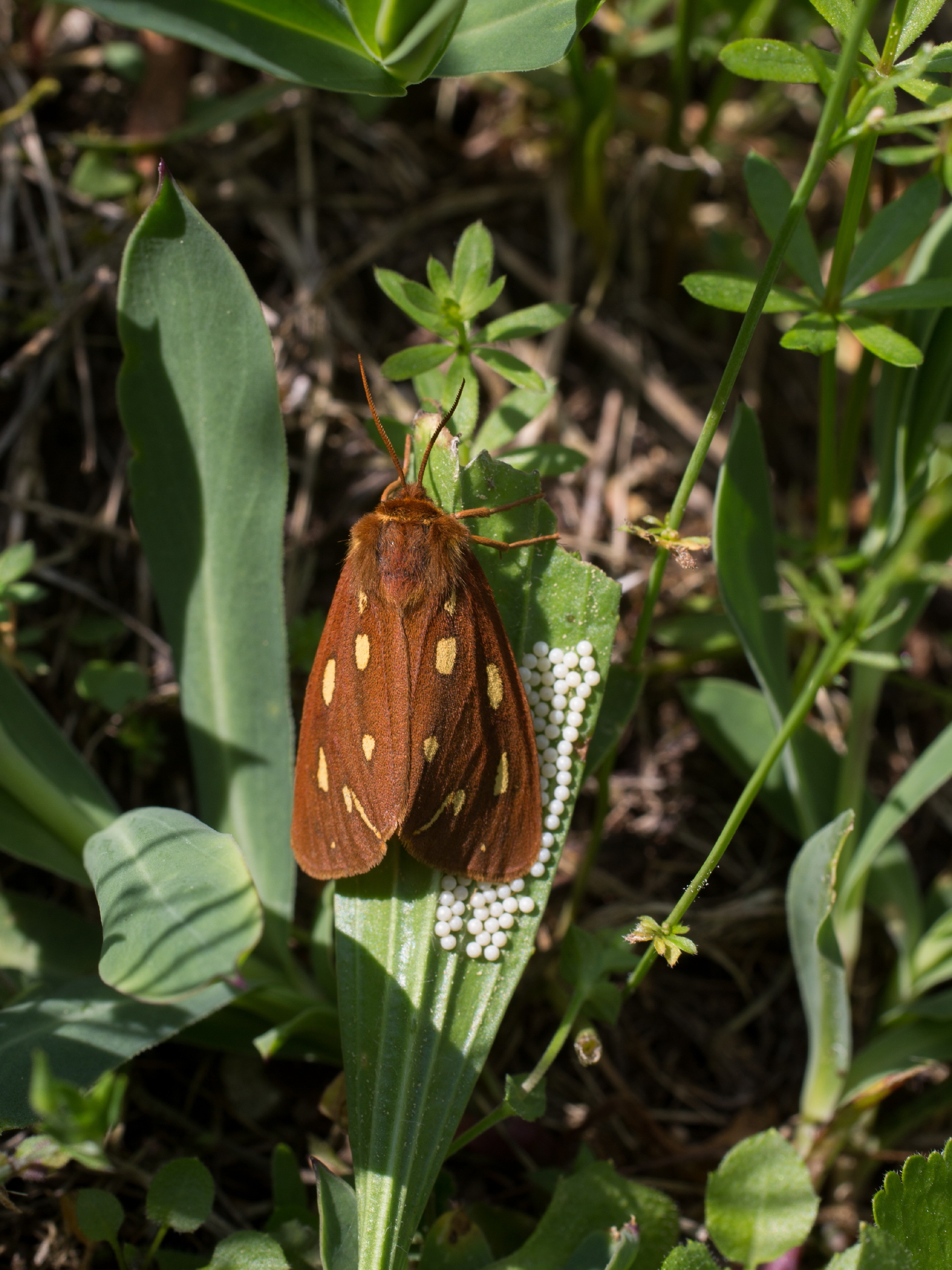
Hofdame bei der Eiablage

Die Hofdame (Arctia aulica, Syn.: Hyphoraia aulica) ist ein Schmetterling (Nachtfalter) aus der Unterfamilie der Bärenspinner (Arctiinae).

## Merkmale
Die Falter erreichen eine Flügelspannweite von 34 bis 38 Millimetern. Sie haben braune Vorderflügel mit weißen Flecken. Ihre Hinterflügel sind hellorange beziehungsweise ockergelb mit schwarzen Flecken. Ihr Abdomen ist abwechselnd schwarz und ockergelb quergestreift. Sie sehen dadurch Wespen ähnlich (Mimikry). Um den Kopf tragen sie einen dichten Pelz.
Die Raupen sind schwarz und haben je nach Alter rötlich-braune bis schwarze, lange Haare.

### Ähnliche Arten
- Südliche Hofdame (Arctia testudinaria)[2]

## Vorkommen
Die Art ist von Mitteleuropa und durch die gemäßigte Zone bis ins Amurgebiet im Osten verbreitet. Im Süden wird sie auf dem Balkan und am Schwarzen Meer angetroffen. Im Norden reicht die Verbreitung bis ins nördliche Fennoskandien (Südfinnland und Südschweden).
Die Falter bevorzugen warme, sonnige und trockene Flächen mit wenig Vegetation wie z. B. Kalkmagerrasen, Ginsterheiden und trockene, steinige Hänge.

### Flugzeiten
Die Falter fliegen in einer Generation von Mitte Mai bis Juli. In Deutschland ist in Abhängigkeit von den klimatischen Bedingungen offenbar eine zweite partielle Generation möglich.

## Lebensweise

### Ernährung
Die Raupen sind polyphag und fressen verschiedene Pflanzen wie z. B.
- Schafgarbe (Achillea spec.)
- Habichtskräuter (Hieracium spec.)
- Wolfsmilch (Euphorbia spec.)
- Witwenblumen (Knautia spec.)
- Löwenzahn (Taraxacum spec.)

Die Falter nehmen keine Nahrung zu sich, sondern leben nur für die Paarung. Die Männchen leben etwa eine Woche lang, die Weibchen bis zu einem Monat. In dieser Zeit verteilen sie so viele Eier wie möglich.

### Paarung und Eiablage
Die Männchen sind im Gegensatz zu den Weibchen tagaktiv und finden die Weibchen durch Pheromone, die diese aussondern. Die Weibchen sitzen am Tag ruhend im Gras. Sie sind durch die Last der im Körper befindlichen Eier sehr träge und dadurch Feinden stark ausgesetzt. Das Gewicht ist erkennbar am zwischen den Flügeln stark durchhängenden Körper. Je mehr Eier gelegt wurden, umso aktiver werden die Tiere. Dadurch können sie ihre letzten Eier in größerer Entfernung ablegen, um auch neue Bereiche zu besiedeln.
Insgesamt werden etwa 400 bis 500 Eier in Paketen zu je 50 bis 100 Stück unterhalb von Blättern abgelegt. Sie sind klein, weiß und kugelrund.

### Larvalentwicklung und Lebensweise der Raupen
Die etwa zehn Tage nach der Eiablage schlüpfenden Raupen sind durch ihr geringes Gewicht und ihre langen Haare dem Wind ausgesetzt, der zur besseren Verbreitung der Tiere beiträgt. Die langen Haare schützen auch vor Fressfeinden. Tagsüber verstecken sie sich unter Blättern und zusätzlich in von ihnen gewobenen Gespinsten. Sie entwickeln sich sehr langsam und häuten sich im ersten Jahr sechs Mal.
Um zu überwintern, kriechen sie in am Boden wachsende Moose und Flechten, von denen sie sich auch im Winter ernähren. Ihr größter Feind ist hier der parasitische Pilz Empusa aulicae, der Populationen dezimieren oder sogar ganz auslöschen kann. 3 Die Raupen erscheinen zwar kurz im Frühjahr, doch wenn es wärmer wird, verkriechen sie sich wieder in die Moosschicht. Nach weiteren zwei bis drei Häutungen verpuppen sie sich zwischen dem Pflanzenmaterial in einem Gespinst.
Zwei bis drei Wochen nach der Verpuppung schlüpfen die Falter.

## Gefährdung und Schutz
Die Hofdame ist in Deutschland sehr selten geworden und wird daher in der Roten Liste gefährdeter Tiere Deutschlands gelistet: Kategorie 1 (vom Aussterben bedroht).